# Roswell, Novi Meksiko
Roswell je grad i sjedište okruga Chavesa u jugoistočnoj četvrtini američke savezne države Novog Meksika.  2012. imao je oko 48 000 stanovnika čime je bio peti po veličini grad u Novom Meksiku. Roswell je središte poljoprivrede navodnjavanjem, mljekarstva, rančiranja, proizvodnje, distribucije i proizvodnje nafte. Sjedište je Vojnog instituta Novi Meksiko (NMMI) osnovanog 1891. godine. Nacionalni rezervat divljine Bitter Lake nalazi se nekoliko milja sjeveroistočno od grada na rijeci Pecos. Državni park Bottomless Lakes nalazi se dvanaest milja istočno od Roswella na US 380.
Roswell je napoznatiji po slučaju Roswell koji je bio u svezi s NLO-ima, premda je navodno mjesto pada navodnog letećeg tanjura nekih 75 milja od Roswella i bliže je Coroni nego Roswellu. Istraživanjem i saniranjem krhotina bavila se mjesna zračna luka Ratnog zrakoplovstva SAD-a Roswell.

## Povijest
Prvi stanovnici ovog kraja koji nisu bili domoroci niti Hispanci bila je skupina pionira iz Missourija, koja je 1865. pokušala uspostaviti naseobinu 15 milja od onog što je danas Roswell. Bili su prisiljeni napustiti mjesto naseljavanja zbog nedostatka vode. Naseobina se zvala Missouri Plaza. Također je imala mnogo hispanskog stanovništva iz Lincolna, Novi Meksiko. Stočni barun John Chisum imao je svoj ranč Jingle Bob Ranch 5 milja od središta Roswella, kod South Spring Acresa. U to je vrijeme bio najveći ranč u SAD.

## Demografija
- God.    St.     %±
- 1900. 	 2 049
- 1910. 	 6 172 	201,2%
- 1920. 	 7 033 	 14,0%
- 1930. 	11 173 	 58,9%
- 1940. 	13 482 	 20,7%
- 1950. 	25 738 	 90,9%
- 1960. 	39 593 	 53,8%
- 1970. 	33 908  −14,4%
- 1980. 	39 676   17,0%
- 1990. 	44 654   12,5%
- 2000. 	45 293 	  1,4%
- 2010. 	48 366 	  6,8%

Prema popisu iz 2000. u gradu je živjelo 45 293 stanovnika, bilo je 17 068 kućanstava i 11 742 obitelji koje su boravile u gradu. Gustoća stanovništva bila je 604,3 st./km²). Bilo je 19 327 stambenih jedinica prosječne gustoće 257,9/km². 
Rasni sastav bio je: 70,96%  bijelaca, 2,47% Afroamerikanaca, 1,28% Indijanaca; 0,65% Azijata, 21.29% ostalih rasa i ; i 3,31% dviju ili više rasa. Hispanskih ili Latina bilo koje rase bilo je 44,34%.

## Promet
- Međunarodna zračna luka Roswell koju poslužuje American Airlines

### Obližnji gradovi
- Ruidoso, Novi Meksiko
- Artesia, Novi Meksiko
- Carlsbad, Novi Meksiko
- Clovis, Novi Meksiko
- Portales, Novi Meksiko
- Hobbs, Novi Meksiko
- Alamogordo, Novi Meksiko
- Las Cruces, Novi Meksiko
- El Paso, Teksas
- Odessa, Teksas
- Midland, Teksas
- Lubbock, Teksas
- Littlefield, Teksas

### Glavne autoceste
- U.S. Route 70
- U.S. Route 285
- U.S. Route 380

## Poznati stanovnici
- Robert H. Goddard - pionir raketarstva
- Patrick Garrett – šerif koji je ubio Billyja Kida
- John Chisum – pionir, zemljoposjednik, rančer
- James F. Hinkle – gradonačelnik Roswella, 1904–06, državni senator Novog Meksika, 1912–1916, guverner Novog Meksika 1923–25
- Max Coll - 15 puta zastupnik u parlamentu Novog Meksika, 1966-1970 & 1980-2004, unuk Jamesa F. Hinklea
- Demi Moore – glumica rođena u Roswellu
- John Denver – pjevač rođen u Roswellu
- Nancy Lopez – golferica, članica Dvorane slavnih LPGA
- Austin St. John - prvi Red Power Ranger, rođen u Roswellu
- Ufo Phil - pjevač i umjetnik
- Tom Brookshier – profesionalni igrač nogometa i športski komentator, rođen u Roswellu
- Sam Donaldson - televizijski novinar, pitomac NMMI
- Roger Staubach - igrač američkog nogometa, član Dvorane slavnih profesionalnih igrača američkog nogometa, pitomac NMMI
- Mike E. Smith -  džokej, član Dvorane slavnih, rođen u Roswellu

## Gospodarstvo
Roswell je sjedište kompanije Leprino Foods, jedne od najvećih svjetskih tvornica mozzarelle.

## Vanjske poveznice
- Trgovačka komora grada Roswella
- The City of Roswell, NM  Arhivirana inačica izvorne stranice od 29. travnja 2011. (Wayback Machine) – Welcome to the City of Roswell.  Visitors welcome!
- The Amazing Roswell UFO Festival
- Walker Air Force Base Museum
- Bitter Lake National Wildlife Refuge  Arhivirana inačica izvorne stranice od 13. siječnja 2011. (Wayback Machine) – Straddling the Pecos River, Bitter Lake NWR is truly a jewel, a wetland oasis inhabited by a diverse abundance of wildlife species. The Refuge protects and provides habitats for some of New Mexico's most rare and unusual creatures.
- Roswell Museum & Art Center – features Robert Goddard's rockets  Arhivirana inačica izvorne stranice od 2. srpnja 2014. (Wayback Machine) as well as art by Peter Hurd and Henriette Wyeth Hurd.
- Roswell Chamber of Commerce
- Forbes article on Roswell
- Anderson Museum of Contemporary Art – permanent collection of the artwork done by the 170+ artists of the Roswell Artist-in-Residence Program
- Roswell Artist-in-Residence Program
- Roswell International UFO Museum & Research Center
- Spring River Zoo  Arhivirana inačica izvorne stranice od 4. siječnja 2010. (Wayback Machine) – Roswell's Spring River Zoo, New Mexico's only free zoo.
- Documentation on Roswell by Dr. Rodney Chang (Pygoya), Honolulu/HI  Arhivirana inačica izvorne stranice od 29. lipnja 2014. (Wayback Machine)
- Roswell Independent School District Homepage
- Eastern New Mexico University-Roswell Homepage